# Opaki
Opaki, (ukr. Опаки) – wieś w obwodzie lwowskim, w rejonie złoczowskim na Ukrainie. Miejscowość liczy 302 mieszkańców.
Według Słownika geograficznego Królestwa Polskiego i innych krajów słowiańskich Opaki to wieś w powiecie złoczowskim, położona 11 km na północny wschód od sądu powiatowego w Złoczowie, 8 km na południowy wschód od urzędu pocztowego w Sassowie i 16 km od Oleska.
W 1935 w miejscowości urodził się prof. Michał Lis.